# Théodora et Didyme

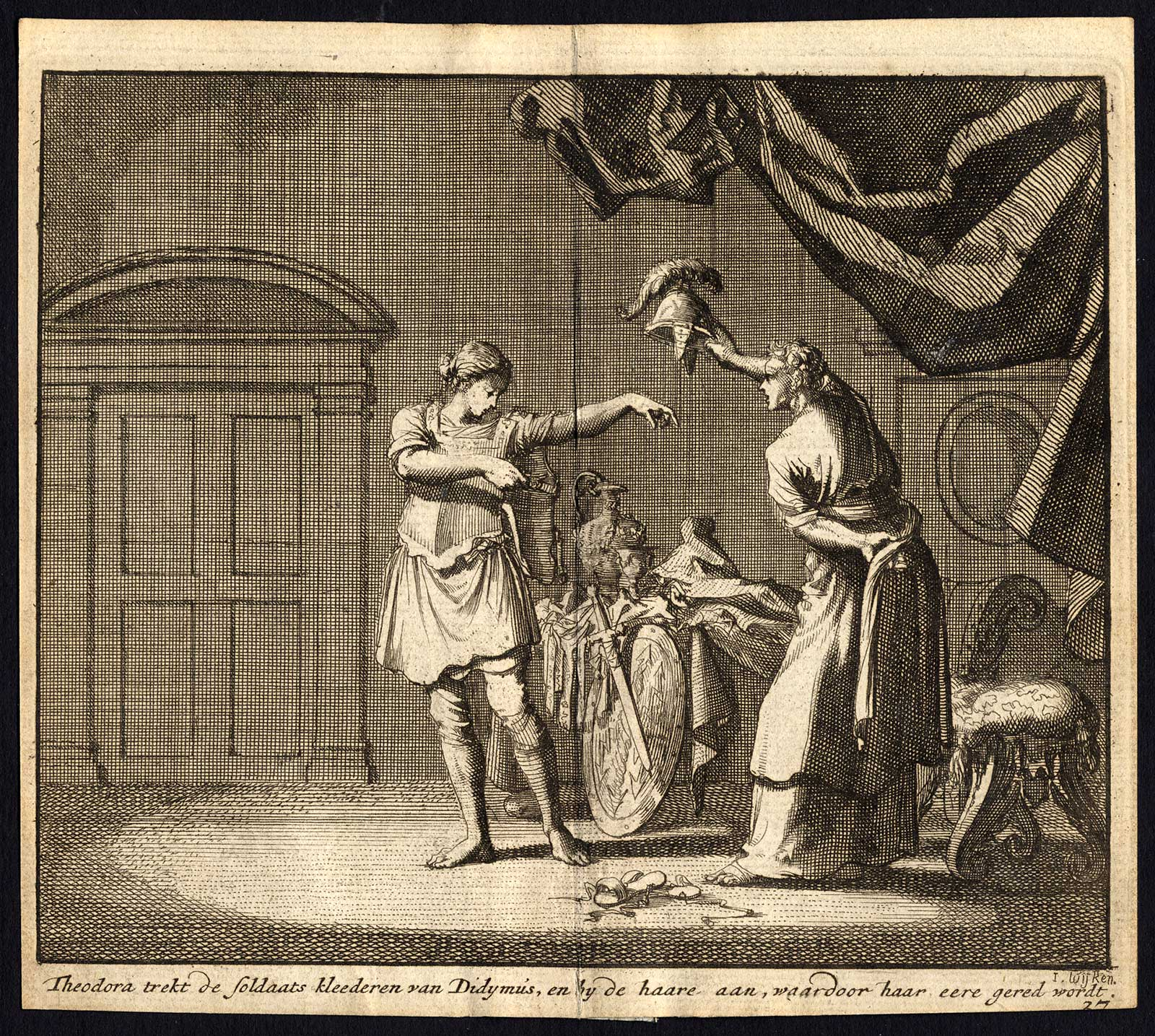
Didyme échange ses vêtements avec Théodora pour que celle-ci puisse s'échapper du bordel (Jan Luyken, av. 1712).

Théodora et Didyme sont deux saints chrétiens dont le martyre est censé avoir eu lieu à Alexandrie vers 304 sous le règne de Dioclétien. Leur récit apparaît et se répand dès la première moitié du IVe siècle. En 377 Ambroise de Milan l'enrichit, et la déplace par méprise à Antioche. Elle inspire ensuite de nombreux auteurs jusqu'au XVIIIe siècle, en particulier Corneille avec sa pièce Théodore, vierge et martyre et Haendel avec son oratorio Theodora.

## Le récit
Il combine plusieurs thèmes à succès, comme la vierge au lupanar et le travestissement.  
Théodora, jeune fille noble d'Alexandrie qui souhaite rester vierge par foi chrétienne, est condamnée par le gouverneur de la ville à la prostitution pour ne pas avoir voulu sacrifier aux Dieux de Rome. Elle est sauvée par le jeune chrétien Didyme qui, déguisé en soldat, obtient d'être le premier à accéder à la jeune femme, ce qui lui permet de laisser s'échapper celle-ci en échangeant ses vêtements avec les siens. Didyme, une fois confondu, est condamné à la décapitation par le gouverneur, et son corps à être brûlé.  
Cette version, connue par un manuscrit grec du Xe siècle, est celle reprise dans les Acta Sanctorum. Elle repose sur une Passion grecque, qui circule probablement dès les premières décennies du IVe siècle car Eusèbe d'Émèse l'utilise dans une homélie à Antioche vers 340. Elle est connue également par deux traductions latines qui pourraient toutes deux dater de l'antiquité tardive, et qui restent assez proches de la version grecque qui nous est parvenue.  
Ambroise de Milan reprend et enrichit la légende en 377 dans son De virginibus. Il déplace par méprise l'action à Antioche. Didyme devient un jeune officier romain converti. Mais surtout Ambroise fait également de la jeune vierge  une martyre : Théodora, apprenant le procès de son sauveur, le rejoint pour prendre sa place, et le gouverneur de la ville les condamne tous deux à la décapitation. Les deux protagonistes d'Ambroise sont anonymes, mais la tradition hagiographique se chargera de les identifier en recoupant les deux récits, et c'est essentiellement la version d'Ambroise qui assure leur postérité.

## Contexte historique et influences
La date supposée du récit (304) est compatible avec celles de la persécution de Dioclétien (303-313), la dernière grande persécution de chrétiens dans l'Empire romain. Le manuscrit grec nomme bien Eustrate le préfet d'Égypte qui condamne Theodora, mais c'est la seule mention que l'on connaisse de ce magistrat. L'une des traductions latine l'appelle Proculus, mais c'est probablement une corruption du titre de proconsul lors des recopies successives.
Le récit est peut-être légendaire et fictif, et résulte certainement de la christianisation de couples héroïques païens. Ainsi Ambroise compare-t-il Théodora et Didyme à Damon et Pythias, ce que l'on peut lire comme un aveu de sa source pour la fin de la légende qu'il a refaçonnée.

## Postérité
Théodora et Didyme inspirent directement d'autres récits hagiographiques, comme la légende très similaire d'Antonina et Alexandre (en). Au Moyen Âge, le récit d'Ambroise est repris par Jacques de Voragine dans La Légende dorée. 
Le thème est à l'origine d'une abondante tradition théâtrale  à partir du XVIe siècle en Italie, avec la Sacra Rappresentazione di santa Theodora (première édition connue : 1554) où Didyme est renommé Euryale. Le Tasse s'en inspire pour le chapitre 2 de la Jérusalem délivrée : Theodora et Didyme, devenus Sophronie et Olinde, sont condamnés par le roi musulman de la ville pour un vol dont chacun s'accuse, Sophronie pour sauver les chrétiens de Jérusalem, Olinde pour sauver Sophronie. Tous deux sont menés au bûcher. Mais la guerrière musulmane Clorinde intercède et ils sont graciés in extremis. La scène du lupanar a disparu, mais l'amour d'Olinde est plus charnel que celui de Didyme, et l'histoire s'achève sur leurs noces  plutôt que leur martyre. 
Au XVIIe siècle le thème est repris par le ferrarais Agostino Faustini (1613), le Florentin Girolamo Bartolommei (1632), le Lucquois Fra Giovanni Gottardi (1640) et à Rome par le cardinal Rospigliosi, futur Clément IX (représentations en 1635 et 1636). Ces « tragédies chrétiennes », dans la veine théorisée par les jésuites romains, sont aussi marquées par l'influence du Tasse. Comme Olinde, Didyme brûle souvent pour Theodora d'un amour plus charnel, ou bien se voit doublé d'un soupirant païen à qui cet aspect est dévolu. Ainsi Faustini, dont la pièce reprend des éléments de la légende de Sainte Agnès, introduit-il un rival de Didyme qui est fils du préfet d'Égypte.

## Martyrologie
Les saints Théodora et Didyme sont (ou ont été) fêtés le 28 avril dans le calendrier latin, et le 5 avril ou le 27 mai dans le calendrier grec. Ils ne figurent plus dans l'édition 2001 du Martyrologe romain.